# Michele Plastino
Michele Plastino (Roma, 23 luglio 1950) è un giornalista radiofonico e televisivo italiano, noto soprattutto per le sue trasmissioni di argomento sportivo. Dal 2017  è il direttore di Radio Sportiva.

## Biografia

### Televisione
Vero e proprio pioniere dell'emittenza televisiva locale, ideatore e conduttore di diverse trasmissioni sportive, già dalla fine degli anni settanta Plastino inizia la sua carriera all'interno dei nascenti network privati che, con i pochi mezzi tecnici a disposizione, devono competere con l'informazione sportiva della Rai.
La trasmissione che più lo rappresenta e gli ha dato maggiore notorietà è Goal di notte, in onda ininterrottamente ogni domenica dal 1979, prima su Teleroma 56 con la regia di Luigi Del Mastro, e poi da circa 10 anni, su T9. Talk-show calcistico con alcuni elementi di novità per quel tempo come il coinvolgimento dei tifosi, l'approfondimento tattico delle partite e soprattutto tanti ospiti d'eccezione come Diego Armando Maradona, Paulo Roberto Falcão, Michel Platini, Bruno Giordano, Bruno Conti e molti altri campioni calcistici e non. Ricorda Plastino:
Il programma ha anche una versione gemella nel circuito televisivo napoletano su Napoli Canale 21 e, con l'avvento del digitale e del satellitare, va adesso in onda in tutto il mondo.
Tra gli altri programmi ideati e condotti da Plastino e andati in onda nel circuito televisivo laziale ricordiamo anche Goleador, Goal senza frontiere e Football Please prima trasmissione tv italiana con immagini del calcio straniero, grazie alla felice intuizione di Plastino di acquistare i diritti dei campionati esteri a prezzi stracciati. Dal 1986 al 1988 ha condotto Qui studio voi stadio, trasmissione in onda su Telelombardia e Superderby per Lombardia 7, entrambe del circuito televisivo lombardo.
Dal 2008 al 2011 è stato responsabile, insieme a Maurizio Biscardi, dei canali sportivi di Dahlia TV. Ogni volta che il campionato si gioca di mercoledì, compare in qualità di ospite del programma televisivo Controcampo in onda su Italia 1.
Nel 1990 è apparso con un cameo, nella parte di un conduttore televisivo sportivo, nel film Ultrà di Ricky Tognazzi, nella scena che lo vedeva coinvolto in una discussione telefonica con Claudio Amendola.
Dal 1986 tiene dei laboratori di giornalismo e comunicazione con il suo Piccolo Gruppo, laboratorio dal quale sono usciti giornalisti che successivamente hanno operato in ambito televisivo nazionale, tra cui: Fabio Caressa e Massimo Marianella di Sky, Simone Braconcini e Pierluigi Pardo di Mediaset e Adriano Stabile (DNews). Altro giornalista scoperto da Plastino è Sandro Piccinini, voce storica del calcio Mediaset.
Il 25 novembre 2012 ha partecipato alla trasmissione Avanti un altro! di Paolo Bonolis come concorrente.
Dal 2013 Plastino conduce Goal di notte sull'emittente televisiva romana Romauno.
Nel 2014 nell’ambito della storica manifestazione “Sette Colli”, gli viene conferito il Premio Fair Play.
Dalla stagione 2015-2016 conduce una trasmissione sportiva su Teleuniverso per commentare le partite del Frosinone con ospiti in studio.
Dal 18 ottobre 2015 Goal di notte torna ad essere trasmesso su Teleroma 56. Plastino è diventato contestualmente anche direttore della rete romana.
Dal settembre 2020 "Goal di Notte" viene trasmesso dagli studi di NSL RadioTv, e trasmesso in contemporanea sia da NSL RadioTv che da Teleuniverso in simulcast.
Nel Gennaio 2025 vince nell’ambito della manifestazione “Antenna d’Oro per la Tivvù” il Premio Assemblea Capitolina in Campidoglio a Roma. 

### Radio
Nel 1993, riprendendo l'idea alla base del film Talk Radio diretto da Oliver Stone, crea la trasmissione Talk Radio - Voci nella notte, contenitore notturno di news, inchieste e commenti con il contributo di interventi da parte degli ascoltatori, che affronta tematiche sociali e non legate allo sport. Condotto dallo stesso Plastino, il programma va attualmente in onda su NSL RadioTV. La sigla è Glastonbury Song dei Waterboys.
Nel 2006 ha ideato Questo è calcio, trasmissione quotidiana di cultura calcistica, che ha condotto fino al suo abbandono, nel luglio 2011, per motivi legati alla scelta editoriale della radio "di trasformarsi in emittente monotematica sulla Roma calcio".
Nella stagione 2011/2012 conduce "Il Gambero Sudato" sulle frequenze di TeleRadioStereodue, dal lunedì al venerdì dalle 12 alle 14. E sempre sulla stessa radio mantiene il suo appuntamento bisettimanale con Talk Radio - Voci nella notte. Il 29 aprile 2012 inaugura il suo progetto Social Football legato al mondo del web . 
Dal 2017 direttore di Radio Sportiva.
Nel Giugno 2025 vince il Premio “Microfono d’Oro” in Campidoglio a Roma. 

### Documentari e libri
Ha realizzato diversi documentari sportivi, tra cui ricordiamo: Io sono della Lazio, È stato A e Lazio del -9 dedicati alla Lazio; Coppa dei campioni sulla storia della Coppa persa nel 1984 dalla Roma; Magica favola sui Mondiali vinti dalla Nazionale italiana nel 1982; Il sogno azzurro sul primo scudetto del Napoli, vinto nel 1987; Un giorno d'amore e Per capitano un principe, rispettivamente dedicati all'addio al calcio di Bruno Conti e a Giuseppe Giannini, capitano della Roma negli anni ottanta e novanta. Ha anche collaborato alla scrittura dei dialoghi nella sceneggiatura del film Ultimo minuto, pellicola diretta da Pupi Avati nel 1988 nel quale ha anche interpretato il ruolo di un giornalista.
Plastino è anche autore di alcuni libri della collana Emozione dello Sport, tra cui Oltre la linea di fondo. È autore inoltre di "Pane e pallone", pubblicato nel 1983.

## Filmografia
- Ultimo minuto, regia di Pupi Avati (1987)
- Ultrà, regia di Ricky Tognazzi (1991)